# Hercostomus neocryptus
Hercostomus neocryptus är en tvåvingeart som beskrevs av Harmston och Frank Hall Knowlton 1941. Hercostomus neocryptus ingår i släktet Hercostomus och familjen styltflugor.
Artens utbredningsområde är Washington. Inga underarter finns listade i Catalogue of Life.